# Goetheschule Ilmenau
Die Goetheschule Ilmenau ist ein staatliches Gymnasium in der thüringischen Universitätsstadt Ilmenau. Als eine von drei Schulen in Thüringen führt sie auch mathematisch-naturwissenschaftliche Spezialklassen und verfügt über ein Internat.

## Geschichte

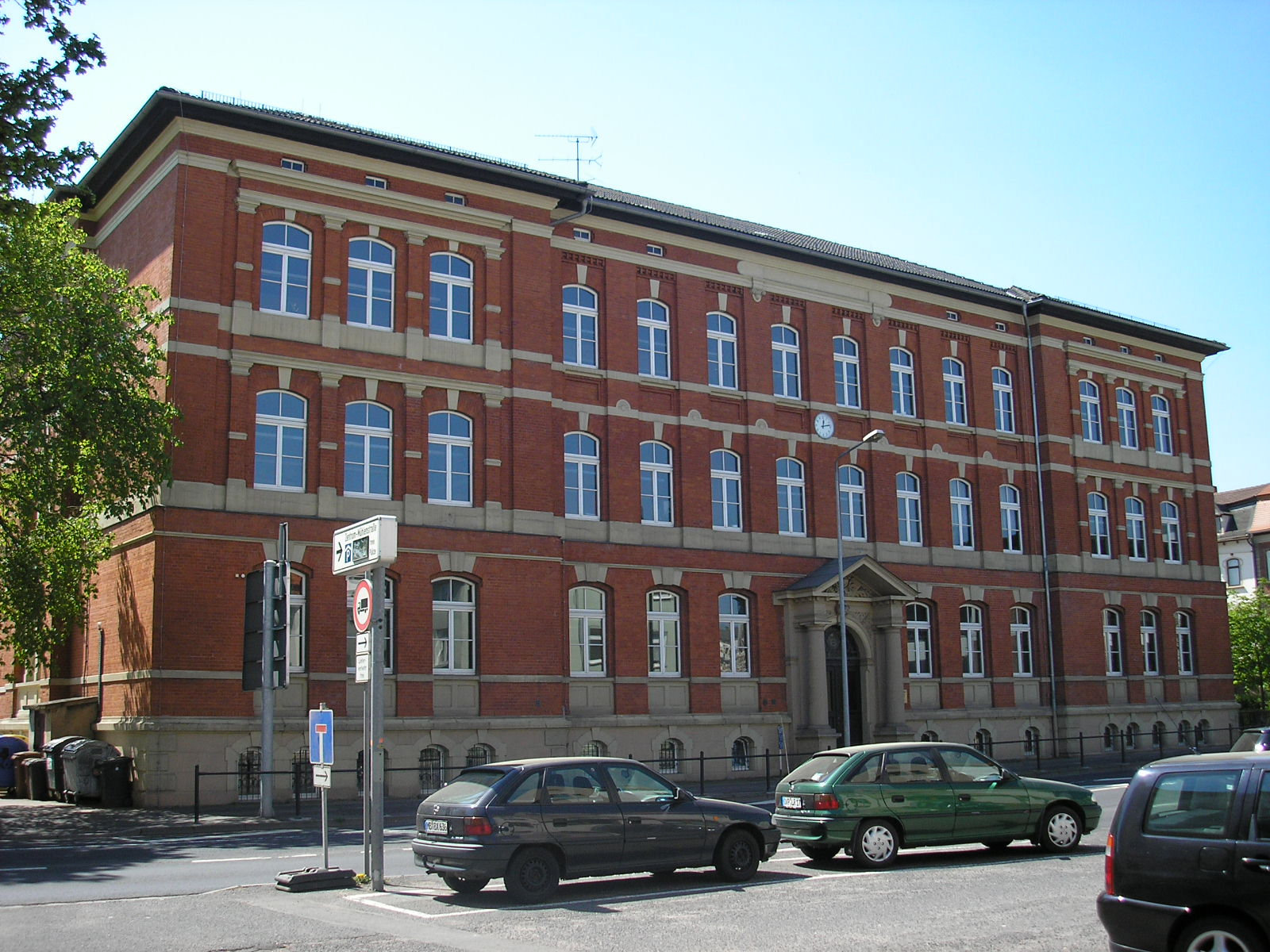
Haus II

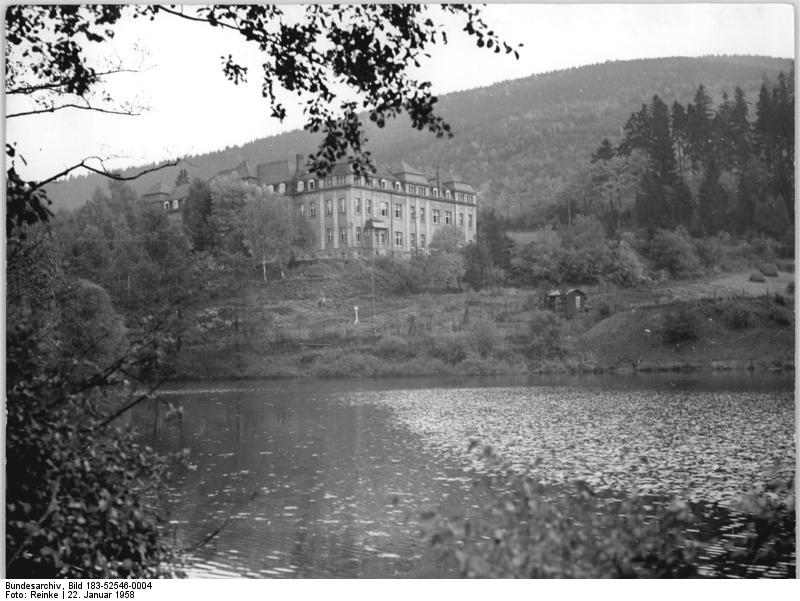
Haus I 1958

Am 12. Oktober 1903 wurde die städtische Realschule Ilmenau gegründet, die erstmals einen höheren Schulabschluss in Ilmenau ermöglichte. Sie befand sich zunächst im alten Schulgebäude am Topfmarkt hinter dem Ilmenauer Rathaus. Weitere Standorte wurden später die Gebäude der heutigen Pestalozzi-Schule und des Ilmenau-Kollegs. Am 20. Mai 1920 wurde die Realschule in ein Reformrealgymnasium umgewandelt, wo nun auch das Abitur abgelegt werden konnte. Im Jahr 1922 bezog die Goetheschule das heutige Haus I im Ilmenauer Kurviertel am Waldrand. Am 20. Oktober selben Jahres wurde das Gymnasium nach Johann Wolfgang von Goethe benannt. Er weilte in seiner Weimarer Zeit oft in Ilmenau und spielte für die Kultur der Stadt eine wichtige Rolle, weshalb man die Schule nach ihm benannte.
Gegen Ende des Zweiten Weltkrieges diente das Schulgebäude als Lazarett. In der Zeit von 1945 bis 1951 wurde sie zunächst in eine Einheitsschule der Klassen 5 bis 12 umgewandelt. Danach wurde sie wieder den Klassen 9 bis 12 vorbehalten. In der Zeit zwischen 1983 und 1991 waren auf der Erweiterten Oberschule (EOS) nur die Klassen 11 und 12 untergebracht. 1963 wurden zum ersten Mal mathematische Spezialklassen eingeführt, die 1981 noch um die naturwissenschaftlich-technische Richtung erweitert wurden und bis heute bestehen.
Nach der Wende wurde die Schule in ein Gymnasium umgewandelt. Zum Stammhaus am Stadtrand kam nun noch das Schulgebäude in der Karl-Liebknecht-Straße (Haus II) hinzu, in dem heute die Klassen 5 bis 8 untergebracht sind.
Im Schuljahr 2023/2024 arbeiteten 69 Lehrer an der Schule, die von 758 Schülern besucht wurde.

## Absolventen
- Karl Zink (1910–1940), Widerstandskämpfer gegen den Nationalsozialismus
- Hans Krech (1914–1961), Professor für Angewandte Phonetik und Sprachheilpädagogik und Sprachwissenschaft an der Universität Halle
- Joachim Wanke (* 1941), emeritierter Bischof von Erfurt
- Dagmar Schipanski (1943–2022), ehemalige Präsidentin des Thüringer Landtags
- Tankred Schipanski (* 1976), ehemaliger Bundestagsabgeordneter
- Greta Taubert (* 1983), Bestsellerautorin